# Zadeldwergzandbij
De zadeldwergzandbij (Andrena falsifica) is een vliesvleugelig insect uit de familie Andrenidae. De wetenschappelijke naam van de soort is voor het eerst geldig gepubliceerd in 1915 door Perkins.